# José Santacreu Bernabéu
José Santacreu Bernabéu (Alicante, 14 de noviembre de 1922 — ib., 1 de marzo de 2014) fue un futbolista español que jugaba en la demarcación de centrocampista.

## Biografía
Debutó como futbolista en 1943 con el Hércules de Alicante C. F., jugando un total de tres temporadas en el club alicantino. En 1946 jugó para el C. D. Castellón en la Primera División de España. Un año más tarde fue el Alicante C. F. quien se hizo con sus servicios hasta el final de la temporada 1949/50. Tras una breve temporada en el Granada CF, finalmente volvió al Alicante, donde se retiraría en 1952.
Falleció el 1 de marzo de 2014 a los noventa y un años de edad.

## Clubes
| Club                       | País   | Año       |
| -------------------------- | ------ | --------- |
| Hércules de Alicante C. F. | España | 1943-1946 |
| C. D. Castellón            | España | 1946-1947 |
| Alicante C. F.             | España | 1947-1950 |
| Granada C. F.              | España | 1950-1951 |
| Alicante C. F.             | España | 1951-1952 |